# Krizostom Sekovanič
Krizostom Sekovanič (redovno ime), rojen kot Franc Sekovanič, slovenski duhovnik, frančiškan, filozof, pesnik, * 14. november 1895, Bled, † 4. julij 1972, Radovljica.

## Življenje
Franc Sekovanič (p. Krizostom) je bil rojen 14. novembra 1895 na Bledu trgovcu in gostilničarju Ferdinandu Sekovaniču ter Mariji Vovk. Po končani osnovni šoli na Bledu je obiskoval frančiškansko gimnazijo v Novem mestu in Kamniku, kjer je maturiral leta 1920. Po maturi je odšel študirat v Ljubljano, kjer se je vpisal na Teološko fakulteto, smer bogoslovje. Poleg bogoslovja je študiral tudi filozofijo, in sicer šest semestrov v Antonianumu v Rimu. V duhovnika je bil posvečen leta 1921. Med letoma 1922 in 1925 je služboval v Novem mestu in nato v Ljubljani kot frančiškanski kaplan in župnik. V študijskem letu 1928/29 je bil profesor filozofije na frančiškanskem bogoslovju v Ljubljani, od leta 1945 pa se je preselil v Radovljico in župnikoval tam in v Lescah vse do leta 1972. Leta 1953 se je odločil, da se pridruži škofijskim duhovnikom in umrl leta 1972 kot Franc Sekovanič, škofijski duhovnik.

## Bogoslužje
V Radovljici je po koncu druge svetovne vojne primanjkovalo duhovnikov, saj so bili nekateri v tujini, drugi pa pregnani, zaprti ali v različnih postopkih. Škof je zato prosil frančiškanskega provinciala, da mu pošlje nekaj redovnikov, da bi vsaj začasno zagotovili duhovno oskrbo v praznih župnijah. Tako je v Radovljico leta 1945 prišel pater Krizostom. Tam je opravljal duhovniško delo 27 let, vodil pa je tudi Župnijo Lesce. Leta 1953 je izstopil frančiškanskega reda in se pridružil škofijskim duhovnikom.
Sekovanič je v svojih sedemindvajsetih letih delovanja za Radovljico in prebivalce naredil veliko. Prizadeval si je za sožitje prebivalcev, ki so bili po vojni razdvojeni ali v konfliktih. Prav tako je poučeval v tamkajšnji šoli, leta 1962 pa je v župnišču začel učiti verouk. Ustanovil in skrbel je tudi za mladinski pevski zbor. Od leta 1958 je prirejal duhovne vaje v Radovljici in Lescah, leta 1964 pa tudi župnijski misijon, ki so ga vodili frančiškani. Leta 1968 je ustanovil župnijski pastoralni svet, ki je imel 20 članov in začel obiskovati družine v župniji. V času svojega delovanja je tudi obnovil cerkev in ostale cerkvene objekte. V tem procesu je dobro sodeloval s krajevnimi oblastmi, ki že od začetka niso ovirale njegovega dela, kasneje pa so ga pri obnovah tudi močno podprle.
Sekovaniča se Radovljica spominja še danes. Na maši ob 50-letici njegove smrti mu je nadškof Stanislav Zore v pridigi posvetil nekaj misli, med drugim je opisal okoliščine njegovega prihoda v Radovljico in njegovega nadaljnjega službovanja. Poudaril je njegovo nadarjenost, dejavnost in rodovitnost, a dodal, da je pomembnejša zapuščina, ki jo duhovnik pusti na ljudeh, ne v arhivih. »Verjamem, da se marsikdo med vami še danes spomni njegovega oranja in sejanja. Žanjejo tisti, ki so prišli za njim. Tako je v Božjem kraljestvu.«

## Literarno ustvarjanje
Sekovanič je urejal mladinske nabožne revije, kot so Lučka z neba (1931–1935), Luč (1935–1938) in Lučka (1939–1941), ter pisal pesmi, črtice, povesti, igre in verskovzgojne sestavke. Objavljal jih je pod psevdonimom p. Krizostom v različnih časopisih, kot so Orlič, Mladost (1925–1927), Ogenj, Vigred (1926–1928), Glasnik Srca Jezusovega, Rast (1945) in Družina (1955). Napisal je tudi en roman, Most nad prepadom, ki je izšel v  ameriškem Ave Maria v letih 1927–1928. V letih 1931 in 1939 je izdal osem knjižic odrskih prizorov s pesmicami z naslovom Otroške igrice. Svoje pesmi je kasneje izdal v zbirki Božji smehljaji (Ljubljana, 1943), za ilustracije pa je poskrbela Sonja Vončina. Tematika pesmi je vzgojna in religiozna. V motivih se pojavljajo cerkveni prazniki in duhovno življenje, obliko pa je vzel iz ljudske pesmi, a vanjo vnesel moderni slog: iz ekspresionizma je Sekovanič prevzel prosti verz.